# 抛负载
抛负载（英語：Load Dump）或稱為負載突降，顾名思义，指的是突然断开功率负载。负载切换瞬变是需要高度重视的电气危害，因为突然断开负载会造成电源或主线上其他设备故障，也可能使電感性发电机电压突增。

### 概述
在汽车电子中，各种电子控制单元和发电机之间有一个蓄电池。正常情况下发电机给蓄电池充电，但是当线束老化或者接触不良时，就会碰到电池与电路断开的情况。这时候发电机输出端会产生一个浪涌电压，由于这个浪涌电压的电压高，持续时间长，会损坏终端的各种电子控制单元，这种情况称之为抛负载。一般浪涌的峰值电压可以达到120V，最长可以持续400毫秒。通常12V汽车电气系统抛负载保护至40V，24V汽车电气系统抛负载保护至60V。
发电机绕组拥有较大电感值。汽车蓄电池充电过程中充电电流较大，电流大小由励磁绕组中的电流控制，充电时断开电池会导致发电机负载电流骤降，然而励磁电流相应速度慢，无法快速减小，故发电机产生的电流无法骤降，导致电压快速攀升，迅速超过正常工作电压。

### 影响及防护措施
抛负载产生的瞬态高压峰值电压由多个因素影响，发电机转速、断开前充电电流均会显著改变抛负载高压。在汽车电子中，与发电机直接相连的负载都会受到其直接影响，损坏半导体器件，因此汽车上的动力总成、电池管理系统、防抱死系统、安全气囊、引擎启动开关、24V系统、照明、娱乐信息系统、仪表板和直流-直流转换器等在设计时均需要考虑到抛负载保护，避免抛负载危害。瞬态电压抑制二极管和壓敏電阻等元器件可以耐受和吸收瞬态高压，通常被用来保护负载。

### 行业标准
针对抛负载影响，汽车行业制定了一系列行业标准。ISO 7637-2和 SAE J1113-11明确了车载电子元件需要耐受的抛负载瞬态高压波形。ISO 16750-2为车载电气和电子装备通常会遭遇的电气环境条件，其中5a和5b两种测试标准要求对抛负载情况进行测试。测试项目5a的测试脉冲最为严重，在12V系统中，测试电压区间为79V到101V，而内阻的范围为0.5欧到4欧，浪涌电压作用时间为40毫秒到400毫秒。
定子绕组也会产生瞬态电压，不过电压相对较小，持续时间较短，释放的能量也更少。